# Mausoleo del Aga Khan

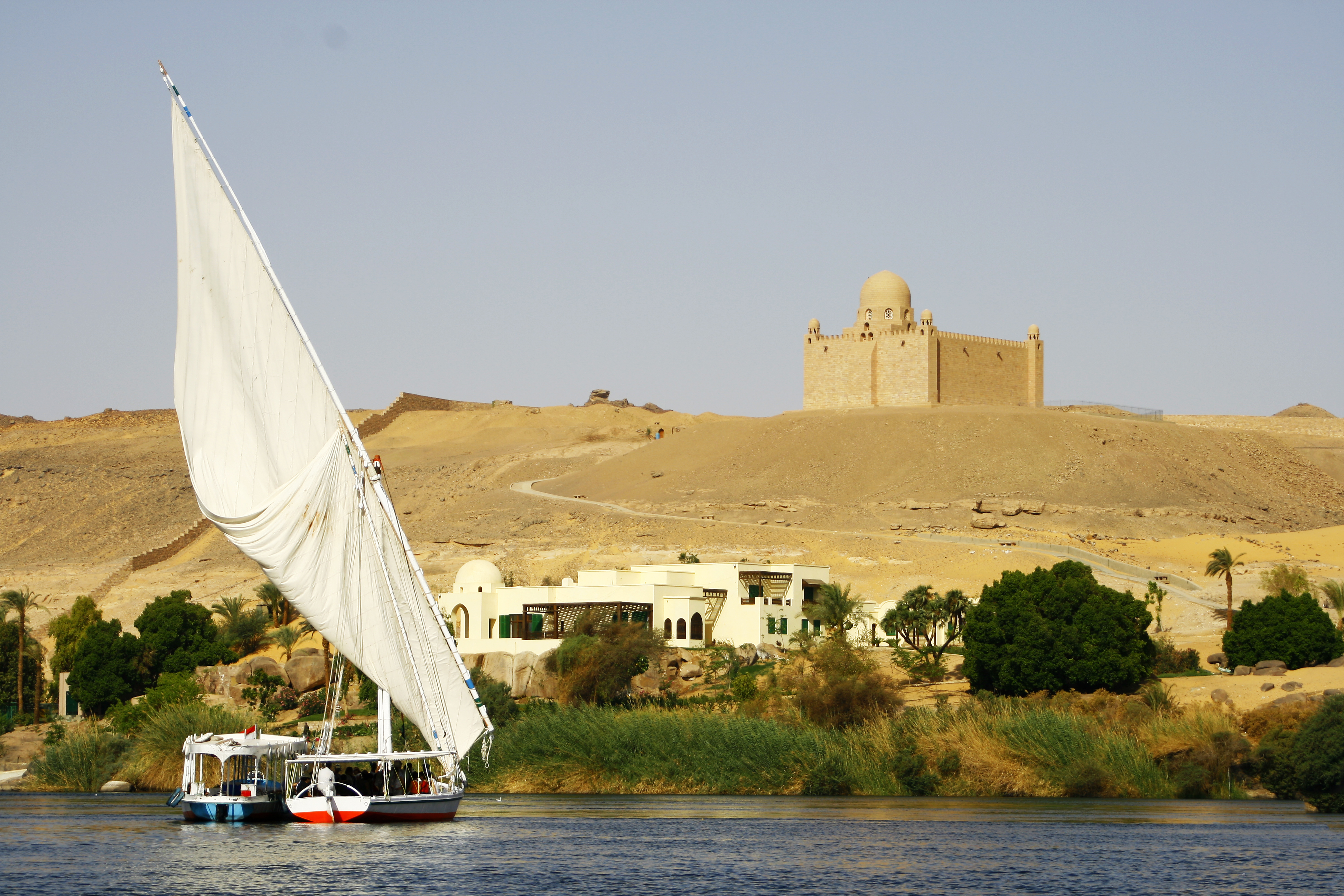
Vista del mausoleo del Aga Khan desde la ribera oriental del río Nilo.

El Mausoleo del Aga Khan es la tumba de Aga Khan III y de Aga Khan IV y está ubicada en la ciudad egipcia de Asuán.

## Historia
Poco antes de su muerte, el Aga Khan escogió una ubicación sobre la ribera occidental de Nilo, como el lugar para su último descanso. La ubicación era sumamente simbólica, ya que siglos antes los antepasados del Aga Khan fundaron la dinastía Fatimí, con capital en El Cairo. El fatimí representó uno de los apogeos de la cultura musulmana, siendo mecenas de las artes, la arquitectura, la literatura, el pluralismo y los esfuerzos científicos, campos que eran igualmente apreciados por el Aga Khan. 
Inmediatamente después de la muerte del Aga Khan III el 11 de julio de 1957, su viuda, la Begum Om Habibeh Aga Khan supervisó la construcción del mausoleo, tarea que llevó 16 meses, con la ayuda del arquitecto Farid El-Shafie y el contratista Hassan Dorra. El mausoleo es un edificio de granito rosa con un diseño similar a otras tumbas de califas fatimíes en el Cairo. Tiene vistas a la residencia de verano de los Aga Khan, la Villa Blanca, y al monasterio de San Simón. 
La Begum acostumbraba colocar una rosa roja sobre la tumba durante el tiempo que pasaba en Egipto. Cuando estaba lejos, pedía al jardinero continuar con el ritual. Tras su fallecimiento en el año 2000, fue enterrada junto a su marido.
En 2025 fue enterrado allí el Aga Khan IV.